# صوفي إكليستون
صوفي إكليستون (بالإنجليزية: Sophie Ecclestone)‏ (مواليد 6 مايو 1999) هي لاعبة كريكت بريطانية، تشارك مع منتخب إنجلترا منذ عام 2016..

## وصلات خارجية
- صوفي إكليستون على موقع إي آس بي آن كريك إنفو (الإنجليزية)